# Frans Wentholt
Frans Wentholt (Eindhoven, 15 mei 1958 - Nijmegen, 25 november 2024) was een Nederlands striptekenaar, illustrator, vormgever, componist en cryptogrammenmaker.
Wentholt studeerde Nederlands aan de Katholieke Universiteit Nijmegen voordat hij professioneel illustrator werd bij de Volkskrant. Tijdens zijn studie was hij al actief als striptekenaar voor onder andere de bladen Vrij Tekenen en ZozoLala. Dat laatste blad gaf ook een zeefdruk van hem uit (Little Nemo Wakes Up). In het Brabants Dagblad publiceerde hij de strip 'Ernst en Amber'. Later maakte hij deel uit van de redactie van Iris, waarvoor hij eveneens strips tekende.
Wentholt hield zich daarnaast bezig met componeren: twee van zijn nocturnes voor piano verschenen in 1988 op cd (met een opname van de première van zijn eerste nocturne door Sebastiaan Oosthout). Hij schreef ook de filmmuziek voor de animatiefilm Aurora van Aimée de Jongh. Voor Jaspers Cryptogrammen Site componeerde hij de melodie In een oogopslag.
Sinds 2001 was Wentholt vooral actief als cryptogrammenmaker. Hij ontwierp naast standaardcryptogrammen ook varianten als cryptografiek, pentagram, cryptomuziek en, samen met Adri Altink, het rebus-cryptogram.
Eind 2015 gaf Stichting Kurtface een nieuwe zeefdruk van hem uit: een geheel hertekende en ingekleurde versie van zijn bekendste grafische puzzel, Zoek de zevende dwerg.

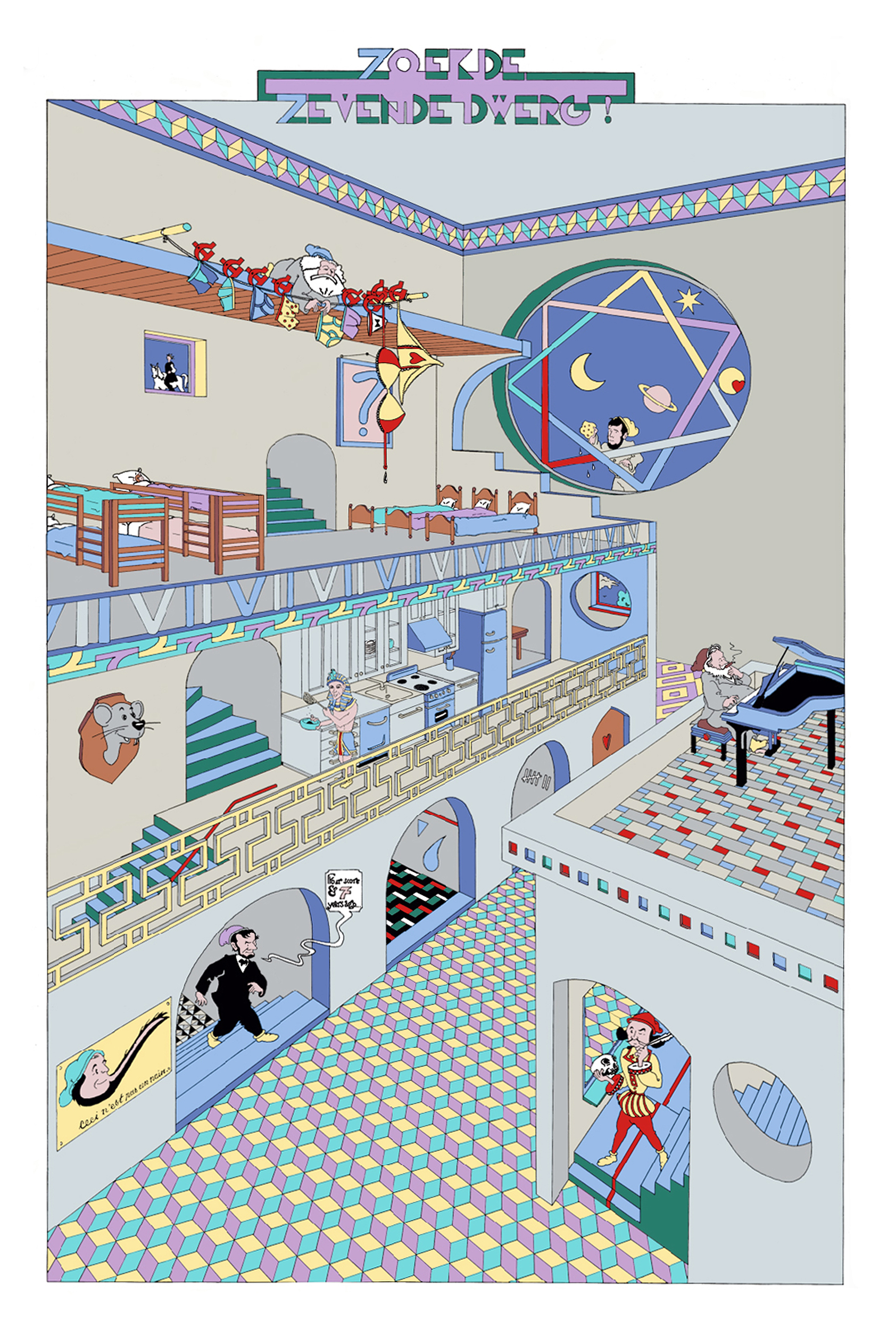
Zeefdruk in veertien drukgangen, A2-formaat, grafische puzzel